# Scintille (Annalisa)
Scintille è un singolo della cantante italiana Annalisa, pubblicato il 14 febbraio 2013 come primo estratto dal terzo album in studio Non so ballare.

## Descrizione
Il brano è stato composto da Dardust e Antonio Galbiati ed è stato prodotto da Davide Graziano per la parte artistica e da Marisa Bessuti per quella esecutiva.
La cantante ha presentato per la prima volta il brano in occasione della sua partecipazione al Festival di Sanremo 2013, al termine del quale si è classificato nono. Nella settimana successiva al Festival, il brano risulta essere il 6° (tra i soli brani sanremesi) per airplay radiofonico.
Il brano ha successivamente vinto la sesta edizione dell'International Song Contest: The Global Sound 2013, oltre a classificarsi terzo nella categoria Miglior singolo italiano ai Rockol Awards 2013.

## Video musicale
Il videoclip, girato a Verona dal regista Gaetano Morbioli per la Run Multimedia (già produttore per la cantante dei video di Senza riserva e Tra due minuti è primavera), è stato pubblicato in anteprima il 12 marzo 2013 attraverso il sito del Corriere della Sera, venendo reso disponibile poche ore più tardi anche nel canale YouTube della Warner Music Italy.

## Tracce
Testi e musiche di Dario Faini e Antonio Galbiati.
1. Scintille – 3:08

## Formazione
Musicisti
- Annalisa – voce, arrangiamenti vocali
- Massimo Camarca – basso, contrabbasso, arrangiamento strumenti ad arco
- Stefano Camarca – chitarra acustica ed elettrica, banjo
- Daniel Bestonzo – tastiera, pianoforte, arrangiamento strumenti ad arco
- Alessandro Svampa – batteria, percussioni
- Cecio Grano – sassofono
- Mr. T-bone – trombone

Produzione
- Davide Graziano – produzione artistica, arrangiamenti, ingegneria dei pads
- Marisa Besutti – produzione esecutiva
- G.G. Giai – pre-produzione
- Pippo Monaro – pre-produzione
- Roberta Bacciolo – arrangiamenti vocali
- Daniel Bestonzo – ingegneria parti di batteria e pads
- Massimo Camarca – ingegneria parti di basso e pads
- Fabrizio Argiolas – registrazione, missaggio, mastering, montaggio
- Christian "Giamaicocrinito" De Maestri – assistenza tecnica

## Classifiche
| Classifica (2013) | Posizione massima |
| ----------------- | ----------------- |
| Italia            | 14                |